# Postville (Iowa)
Postville è un comune degli Stati Uniti d'America, situato nello Stato dell'Iowa, diviso tra la contea di Allamakee e la contea di Clayton.